# Championnat du Monténégro de football 2010-2011
Navigation
2009-2010 2011-2012
La saison 2010-2011 de Prva Crnogoska Liga est la cinquième édition de la première division monténégrine.
Lors de celle-ci, le FK Rudar Pljevlja tente de conserver son titre de champion face aux onze meilleurs clubs monténégrins lors d'une série de matchs se déroulant sur toute l'année.
Les douze clubs participants à la première phase de championnat affrontent à deux reprises les onze autres. En fonction du classement établi au terme de cette première phase, chaque équipe affronte une fois de plus les onze autres afin d'attribuer le titre de champion.
Trois places sont qualificatives pour les compétitions européennes, la quatrième place étant attribuée au vainqueur de la Coupe du Monténégro de football 2010-2011.
Le FK Mogren Budva est sacré champion à l'issue de la saison, remportant ainsi son deuxième titre. Le FK Budućnost Podgorica termine deuxième à la différence de buts.

## Qualifications en coupe d'Europe
À l'issue de la saison, le champion se qualifiera pour le 2e tour de qualification des champions de la Ligue des champions 2011-2012.
Alors que le vainqueur de la Crnogorski Fudbalski Kup prendra la première des trois places en Ligue Europa 2010-2011, les deux autres places reviennent aux deux équipes les mieux classées qui ne sont ni championnes ni vainqueur de la Coupe.

## Les 12 clubs participants
| Club                 | Stade               | Capacité | Ville      |
| -------------------- | ------------------- | -------- | ---------- |
| OFK Bar              | Topolica            | 5 000    | Bar        |
| Buducnost Podgorica  | Stadion Pod Goricom | 17 000   | Podgorica  |
| FK Dečić Tuzi        | Tuško Polje         | 1 000    | Tuzi       |
| FK Grbalj Radanovići | OFK                 | 2 000    | Radanovići |
| FK Lovćen Cetinje    | Obilića Poljana     | 2 000    | Cetinje    |
| FK Mladost Podgorica | Cvijetni Brijeg     | 1 500    | Podgorica  |
| FK Petrovac          | Pod Malim Brdom     | 5 000    | Petrovac   |
| FK Rudar Pljevlja    | Gradski             | 7 000    | Pljevlja   |
| FK Sutjeska Niksic   | Kraj Bistrice       | 10 800   | Nikšić     |
| FK Mornar            | Topolica            | 5 000    | Bar        |
| FK Mogren Budva      | Mogren              | 4 000    | Budva      |
| FK Zeta Golubovci    | Tresnjica           | 6 000    | Golubovci  |

## Compétition

### Classement
Le classement est établi sur le barème de points classique (victoire à 3 points, match nul à 1, défaite à 0).
Pour départager les égalités, on tient d'abord compte de la différence de buts générale, puis du nombre de buts marqués, puis des confrontations directes et enfin si la qualification ou la relégation est en jeu, les deux équipes jouent une rencontre d'appui sur terrain neutre.
| Rang | Équipe                   | Pts | J  | G  | N  | P  | Bp | Bc | Diff |
| ---- | ------------------------ | --- | -- | -- | -- | -- | -- | -- | ---- |
| 1    | FK Mogren Budva          | 73  | 33 | 22 | 7  | 4  | 60 | 24 | +36  |
| 2    | FK Budućnost Podgorica   | 73  | 33 | 22 | 7  | 4  | 58 | 29 | +29  |
| 3    | FK Rudar Pljevlja (T, C) | 55  | 33 | 16 | 7  | 10 | 44 | 29 | +15  |
| 4    | FK Zeta Golubovci        | 49  | 33 | 12 | 13 | 8  | 36 | 29 | +7   |
| 5    | FK Mladost Podgorica (P) | 41  | 33 | 10 | 11 | 12 | 36 | 35 | +1   |
| 6    | FK Dečić Tuzi            | 39  | 33 | 10 | 9  | 14 | 24 | 33 | -9   |
| 7    | FK Grbalj Radanovići     | 38  | 33 | 10 | 8  | 15 | 30 | 35 | -5   |
| 8    | FK Lovćen Cetinje        | 37  | 33 | 9  | 10 | 14 | 29 | 36 | -7   |
| 9    | OFK Petrovac             | 35  | 33 | 9  | 8  | 16 | 32 | 53 | -21  |
| 10   | FK Mornar Bar            | 34  | 33 | 9  | 7  | 17 | 25 | 45 | -20  |
| 11   | FK Sutjeska Niksic       | 33  | 33 | 7  | 12 | 14 | 25 | 38 | -13  |
| 12   | OFK Bar (P)              | 32  | 33 | 7  | 11 | 15 | 30 | 43 | -13  |

| Légende : Qualifications et relégations | Légende : Qualifications et relégations                                                                           |
| --------------------------------------- | --- |
|                                         | Ligue des champions de l'UEFA 2011-2012 (2e tour de qualification des champions)                                  |
|                                         | Ligue Europa 2011-2012 (2e tour de qualification)                                                                 |
|                                         | Ligue Europa 2011-2012 (1er tour de qualification)                                                                |
|                                         | Qualification pour les barrages de relégation en Druga Crnogorska Liga                                            |
|                                         | Relégation en Druga Crnogorska Liga                                                                               |
|                                         | (T) : Tenant du titre 2009-2010 (P) : Promu en 2009-2010 (C) : Vainqueur de la Crnogorski Fudbalski Kup 2010-2011 |

### Barrages
Les clubs classés 10e et 11e de première division en fin de saison affrontent les 2e et 3e de deuxième division pour connaître les 2 derniers clubs qui joueront la saison prochaine en Prva Crnogoska Liga.
| Équipe 1                  | Résultat | Équipe 2           | Aller | Retour |
| ------------------------- | -------- | ------------------ | ----- | ------ |
| FK Jedinstvo Bijelo Polje | 0 - 1    | FK Sutjeska Nikšić | 0 - 0 | 0 - 1  |
| FK Mornar                 | 1 - 1    | FK Berane          | 1 - 1 | 0 - 0  |

Le FK Sutjeska Nikšić se maintient en première division et le FK Mornar est relégué en deuxième division.

## Meilleurs buteurs
| Position | Joueur             | Club                   | Buts |
| -------- | ------------------ | ---------------------- | ---- |
| 1        | Ivan Vuković       | FK Budućnost Podgorica | 20   |
| 2        | Žarko Korać        | FK Zeta Golubovci      | 19   |
| 3        | Božo Marković      | FK Sutjeska Nikšić     | 16   |
| 4        | Ivica Jovanović    | FK Rudar Pljevlja      | 13   |
| 5        | Vladimir Gluščević | FK Mogren Budva        | 11   |
| 5        | Ivan Jablan        | FK Lovćen Cetinje      | 11   |
| 7        | Ivan Matić         | FK Mogren Budva        | 9    |
| 8        | Milan Đurišić      | FK Mladost Podgorica   | 8    |
| 8        | Marko Ćetković     | FK Mogren Budva        | 8    |

## Bilan de la saison
| Championnat du Monténégro de football 2010-2011 |                            |
| Champion                                        | FK Mogren Budva (2e titre) |
| Dauphin                                         | FK Budućnost Podgorica     |
| Coupes et trophées                              |                            |
| Vainqueur de la Coupe du Monténégro 2010-2011   | FK Rudar Pljevlja          |
| Qualifications continentales                    |                            |
| Ligue des champions de l'UEFA 2011-2012         | FK Mogren Budva            |
| Ligue Europa 2011-2012                          | FK Rudar Pljevlja          |
| Ligue Europa 2011-2012                          | FK Budućnost Podgorica     |
| Ligue Europa 2011-2012                          | FK Zeta Golubovci          |
| Promotions et relégations                       |                            |
| Promus en Prva Crnogorska Liga                  | FK Bokelj                  |
| Promus en Prva Crnogorska Liga                  | FK Berane                  |
| Relégués en Druga Crnogorska Liga               | FK Mornar                  |
| Relégués en Druga Crnogorska Liga               | OFK Bar                    |